# Daphnopsis boliviana
Daphnopsis boliviana är en tibastväxtart som beskrevs av Nevl.. Daphnopsis boliviana ingår i släktet Daphnopsis och familjen tibastväxter. Inga underarter finns listade i Catalogue of Life.